# Club Voleibol Almería
Il Club Voleibol Almería è una società pallavolistica spagnola con sede ad Almería: milita nel campionato di Superliga.

## Storia

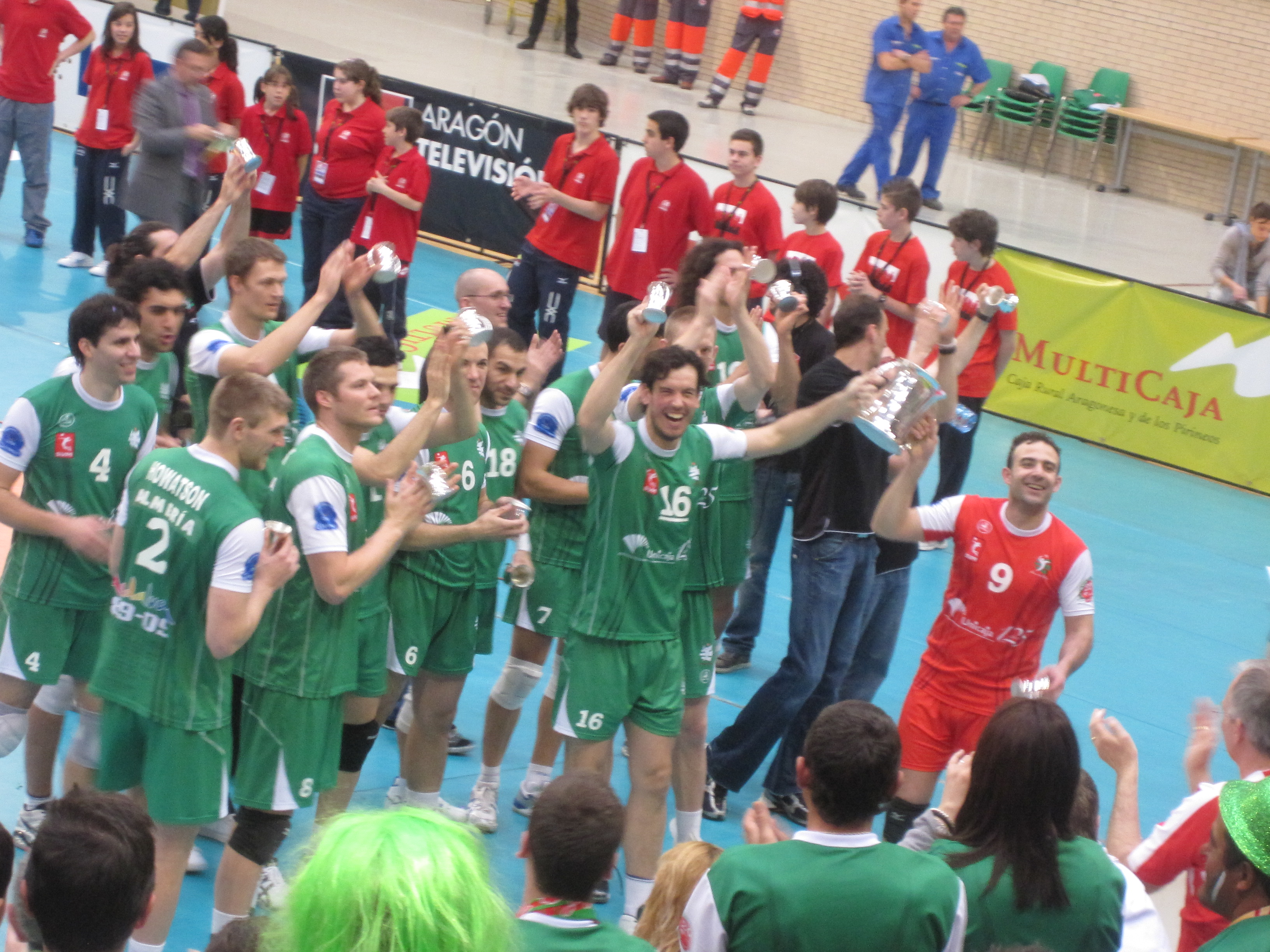
L'Almeira vincitore della Coppa del Re nel 2010

Il club nasce nel 1986 per iniziativa di un gruppo di studenti e già nel 1989, schierando unicamente giocatori provenienti dalla città andalusa, viene promosso in Superliga, massimo campionato spagnolo. Grazie al patrocinio di uno sponsor, la banca Unicaja, il potenziale del club cresce e nel 1995 arriva il primo successo di rilievo, la Coppa del Re, seguito dalla Supercoppa spagnola 1995.
Tra il 1997 e il 2005 la squadra si laurea Campione di Spagna in sette campionati su otto e si fa conoscere in campo continentale, raggiungendo nel 1997 il quarto posto in Coppa delle Coppe, l'anno successivo la finale di Coppa dei Campioni, persa contro la Daytona, e nel 2001 la Final Four di Top Teams Cup, terminata al terzo posto. Negli anni successivi il predominio in campo nazionale viene messo in discussione dall'ascesa del Teruel, con cui la formazione andalusa divide, tranne poche eccezioni, tutte le vittorie in Superliga, Coppa del Re e Supercoppa, superando nelle prime due competizioni i dieci titoli conquistati; la squadra raggiunge nuovamente la fase finale di una competizione CEV nel 2009, concludendo al quarto posto la Coppa CEV.

## Rosa 2018-2019
| N° | Nome                | Ruolo | Data di nascita  | Nazionalità sportiva |
| -- | ------------------- | ----- | ---------------- | -------------------- |
| 1  | Javier Monfort      | S     | 30 luglio 1990   | Spagna               |
| 4  | Manuel Parres       | C     | 29 marzo 1984    | Spagna               |
| 5  | Rubén Lorente       | S     | 2 maggio 1998    | Spagna               |
| 7  | Jorge Almansa       | S     | 17 aprile 1991   | Spagna               |
| 8  | José Castellano     | O     | 25 gennaio 1995  | Spagna               |
| 10 | Victor Viciana      | P     | 2 ottobre 1983   | Spagna               |
| 11 | Alejandro Fernández | L     | 17 aprile 1987   | Spagna               |
| 12 | Antonio Artés       | L     | 28 dicembre 1996 | Spagna               |
| 13 | Daniel Macarro      | C     | 18 novembre 1993 | Spagna               |
| 14 | Borja Ruiz          | C     | 26 luglio 1992   | Spagna               |
| 15 | Francisco Iribarne  | S     | 13 luglio 1998   | Spagna               |
| 16 | Ronald Fayola       | O     | 20 giugno 1995   | Venezuela            |
| 17 | Francisco Ruiz      | S     | 7 giugno 1991    | Spagna               |

## Palmarès
- Campionato spagnolo: 11

1996-97, 1997-98, 1999-00, 2000-01, 2001-02, 2002-03, 2003-04, 2004-05, 2012-13, 2014-15, 
2015-16
- Coppa del Re: 11

1994-95, 1997-98, 1999-99, 1999-00, 2001-02, 2006-07, 2008-09, 2009-10, 2013-14, 2015-16, 
2018-19
- Supercoppa spagnola: 7

1995, 2002, 2003, 2006, 2010, 2011, 2015